# Royal Daring Club Molenbeek
Royal Daring Club Molenbeek byl belgický fotbalový klub sídlící v Bruselu. Existoval v letech 1895 až 1973. 5× byl mistrem Belgie.

## Historie
Klub byl založen roku 1895 jako Daring Club de Bruxelles. Do belgického fotbalového svazu byl zaregistrován jako 2., dostal tedy později matriční číslo 2. V roce 1903 začal hrát 1. ligu. V roce 1920, po absorbování jiných klubů, se přejmenoval na Royal Daring Club Molenbeek.
Po titulech v letech 1936 a 1937 a 2. místu roku 1938 přišel sestup roku 1939.
Roku 1950 se klub přejmenoval na Royal Daring Club de Bruxelles. V 60. letech hrál tým 2× Veletržní pohár, ale vždy vypadl hned v 1. kole.
Roku 1970 se klub přejmenoval na Royal Daring Club Molenbeek. Roku 1973 se klub sloučil s Royal Racing White (matriční č. 47), aby vznikl Racing White Daring Molenbeek. Sloučený klub dostal č. 47, takže klub s č. 2 (Royal Daring Club Molenbeek) zanikl.

## Úspěchy
- 1. liga:
  - Mistr: 1911–12, 1913–14, 1920–21, 1935–36, 1936–37
  - 2. místo: 1908–09, 1912–13, 1933–34, 1937–38
- Pohár:
  - Vítěz: 1934–35
  - Finalista: 1969–70